# Koninklijk Paleis van Aranjuez
Het Palacio Real de Aranjuez is een residentie van de koning van Spanje in de stad Aranjuez (omgeving van Madrid). Het paleis, dat tot het Spaans kroondomein behoort, is opengesteld voor bezoekers.

## Hoofdgebouw
Keizer Karel V was de eerste monarch die interesse betoonde voor het domein van Aranjuez en zijn vele jachtmogelijkheden. Zijn zoon en opvolger Filips II gaf opdracht voor de bouw van een nieuw paleis. Het werd ontworpen door Juan Bautista de Toledo en Juan de Herrera, die ook tekenden voor het Escorial. De bouw werd voltooid tijdens het bewind van Ferdinand VI. Karel III liet nog twee vleugels toevoegen.
Het paleis van Aranjuez werd vooral gebruikt tijdens de lente. In de zomer verhuisde het hof dan naar San Ildefonso.
De historische collectie van het paleis bevat o.a. het Museo de la Vida en Palacio, en beschrijft het dagelijks leven van het Spaanse hof.

## Tuinen
De grote tuinen, aangelegd om de koninklijke residentie te beschermen tegen het stof en de droogte van midden Spanje, zijn Spanjes belangrijkste uit de Habsburgse tijd. De tuin wordt door de rivieren Taag en Jarama van water voorzien.

### Jardín de la Isla

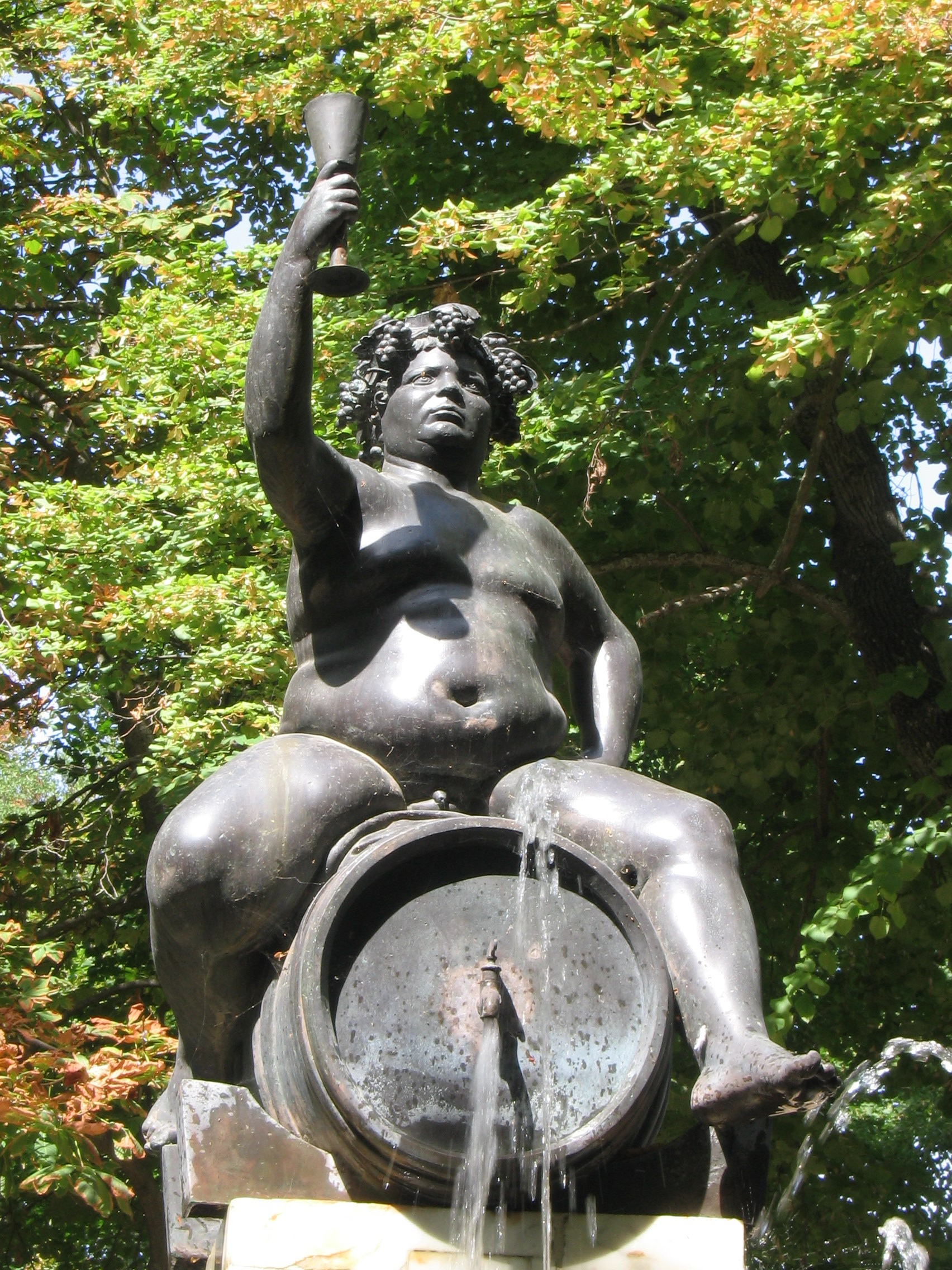
De Bacchusfontein van Jacob Jonghelinck.

De Jardín de la Isla ("Eilandtuin") is een kunstmatig eiland tussen de rivier Taag en Ria Canal. Er zijn verschillende standbeelden opgesteld, waaronder een bronzen Bacchus (ca. 1570) van de Antwerpse beeldhouwer Jacob Jonghelinck.

### Jardín del Príncipe

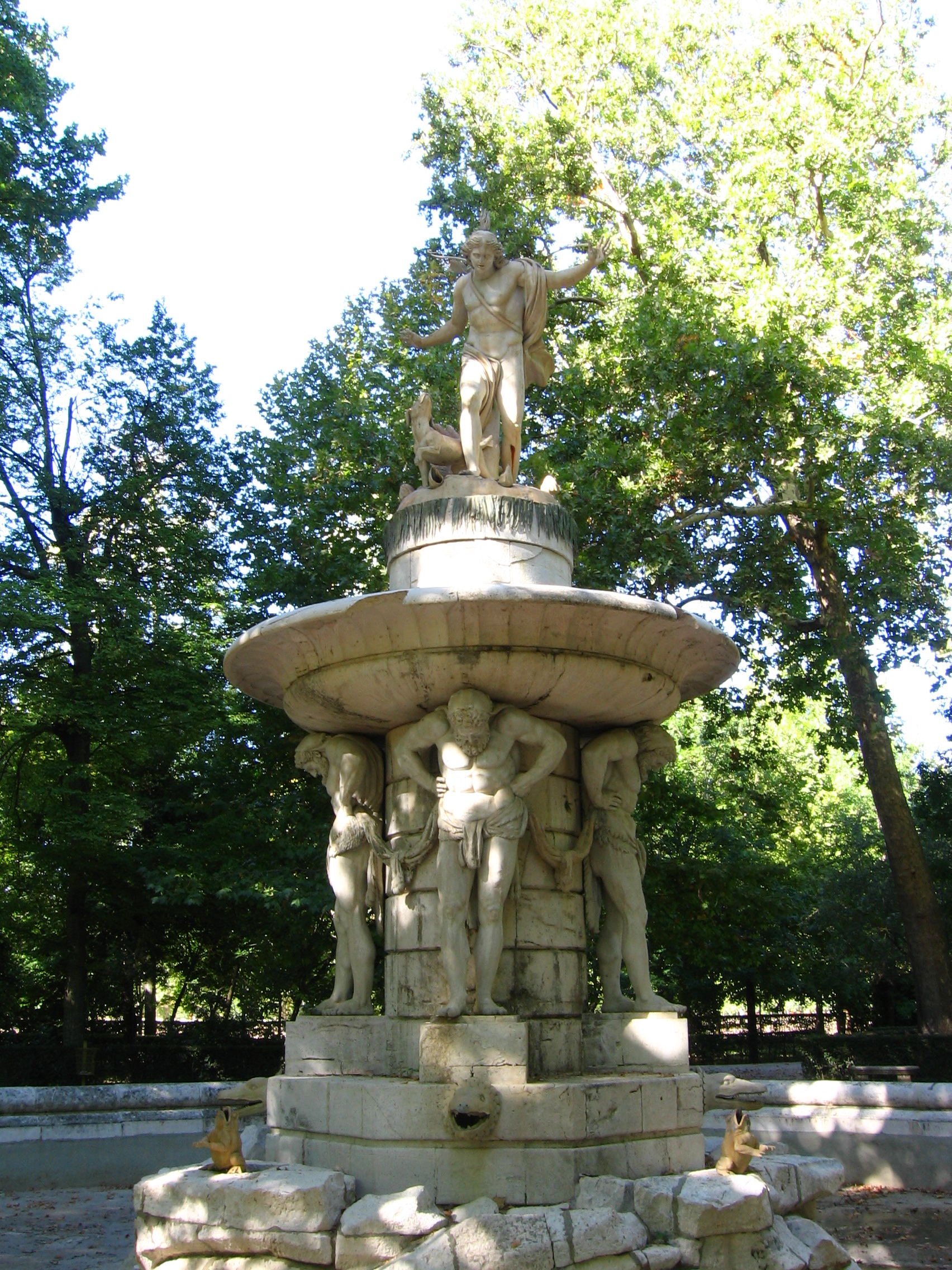
Narcissus fontein in de prinsentuin

De Jardín del Principe ("Vorstentuin") bevat een miniatuur paleis (het Casa del Labrador, gebouwd voor Karel IV van Spanje) en het Museo de las Falúas Reales. Dit herbergt de belangrijkste nog bestaande collectie plezierschuiten van het Spaanse hof.

### Jardín del Parterre
De "Parterretuin" bevat onder andere de spectaculaire fontein van Hercules en Antaios (1827). In de Jardín de las Estatuas zijn beeldhouwwerken te vinden.

### Jardín de Isabel II
Deze tuin werd als laatste aangelegd in de 19e eeuw, toen Isabella II van Spanje nog een kind was.